# Trittsiegel

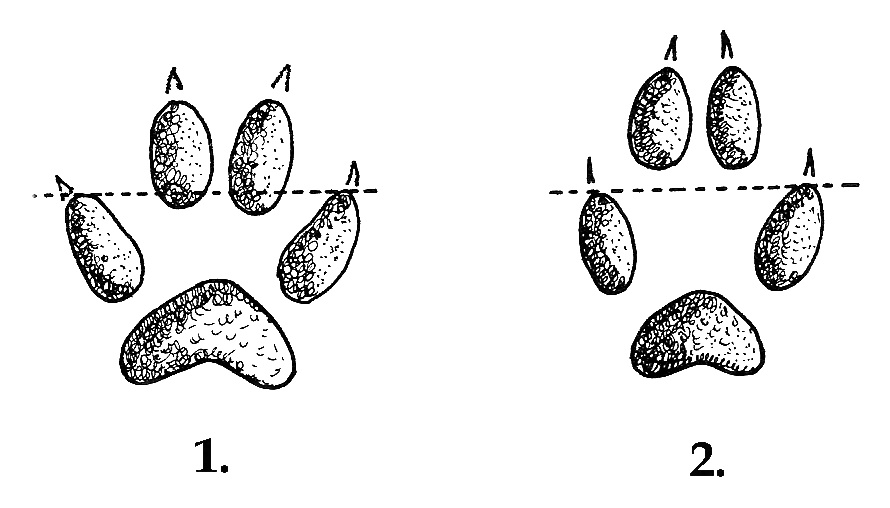
Das Trittsiegel eines Hundes (1) ist im Verhältnis zu seiner Breite kürzer als das eines Rotfuchses (2), sodass die hinteren Enden der Abdrücke der mittleren Zehen beim Fuchs weiter vorn liegen, als die vorderen Enden der Abdrücke der beiden äußeren Zehen (gestrichelte Linie).

Ein Trittsiegel ist der Abdruck der Extremität eines Wirbeltieres in weichem Untergrund. Es kann sich, je nach Anatomie der Extremität, um den Abdruck eines kompletten Fußes (bei Sohlengängern) oder nur des vorder(st)en Teils des Fußes (bei Zehen- und Spitzengängern) handeln. Anhand von Trittsiegeln lässt sich im günstigen Falle die Tierart bestimmen, anhand des Zustands des Trittsiegels auch der Zeitpunkt, an dem das Tier dort gelaufen ist.
In der Jägersprache ist Trittsiegel der Fachausdruck für einen Abdruck der Extremitäten (Läufe) verschiedener Arten von Wild, insbesondere der des Schalenwildes.
Mehrere Trittsiegel hintereinander ergeben eine Fährte, wobei auch dieser Ausdruck in der Jägersprache vor allem für das Schalenwild gilt (bei anderen Wildarten entsprechend Spur oder Geläuf).
Allgemeinsprachlich wird ein Trittsiegel auch Fußabdruck genannt, speziell dann, wenn es sich um den Abdruck eines menschlichen Fußes handelt. Als Fußspur werden allgemeinsprachlich sowohl einzelne Trittsiegel als auch Fährten bezeichnet.
Fossile Trittsiegel sind Gegenstand der Forschung im Fachgebiet Palichnologie.

## Unterscheidungsmerkmale
Trittsiegel geben die Anatomie des Fußes ihrer Erzeuger im belasteten Zustand wieder. So lässt sich jede Spur einer bestimmten Tierart zuordnen. Beispielsweise unterscheiden sich Trittsiegel von Huftieren deutlich von z. B. denen der Raubsäuger, indem die meisten Huftiere zu den Spitzengängern gehören und nur eine oder zwei dominante Zehenabdrücke hinterlassen, während es bei Raubsäugern, von denen die meisten Zehengänger sind, in der Regel vier Zehen- sowie ein Ballenabdruck sind. Innerhalb der Raubsäuger kann weiter danach unterschieden werden, ob Krallen vorhanden sind sowie nach Stellung der Zehen zueinander und zum Ballen.
Der Abdruck entsteht aus dem Zusammenwirken von Gewichtskraft pro Fläche und der Art des Untergrundes (auch Substrat genannt, z. B. Erde, reiner Sand, Schnee). Je weicher das Substrat, desto tiefer ist der Abdruck, je feinkörniger das Substrat, desto deutlicher und scharf umrissen ist der Abdruck. Je nach Umweltbedingungen (z. B. Niederschläge und Temperatur) verändert sich ein Abdruck. Nur unter günstigen Bedingungen bleiben Trittsiegel über längere Zeit erhalten.
Mit einem Gipsabdruck kann ein Trittsiegel dreidimensional abgebildet und konserviert werden.

## Auswahl von Trittsiegeln mit ihren Merkmalen
Anmerkungen: Bei den Maßangaben ist die Vorderpfote mit VP, die Hinterpfote mit HP abgekürzt. Die Länge wird von der Spitze des Ballens der längsten Zehe bis zum hinteren Rand des Sohlenballens bzw. Fersenballens gemessen. Die Breite ist der breiteste Teil des Trittsiegels zwischen den äußersten Rändern der Zehenballen.
| Tier                                 | schematisch | in natura                                                  | Merkmale (inkl. Maße) |
| ------------------------------------ | ----------- | ---------------------------------------------------------- | --- |
| Hauskatze (Raubsäuger)               |             | in grobem, trockenem Sand                                  | - fast runde Pfotenform. - vier gut sichtbare Zehenballen. - einziehbare Krallen selten sichtbar - dreiecksförmiger oder nierenförmiger Hauptballen - Kreis von 2,5–4,5 cm Durchmesser |
| Eurasischer Luchs (Raubsäuger)       |             |                                                            | - fast runde Form - vier gut sichtbare Zehenballen - einziehbare Krallen selten sichtbar - Anordnung der Zehenballen leicht asymmetrisch - Durchmesser 6-9 cm |
| Haushund (Raubsäuger)                |             | in feuchtem sandig-lehmigem Schluff                        | - große Fußkissen - vier Zehenkissen, nahe an den Fußkissen - relativ runder Abdruck, Kreuz einzeichnen nicht möglich - Abstand der Abdrücke der Krallenspitzen von den Ballen kleiner als beim Wolf - Variable Formate in Länge und Breite |
| Fuchs (Raubsäuger)                   |             | in feuchtem sandig-lehmigem Schluff                        | - relativ kleine Fußkissen, Doppeltrittsiegel einer Schnürfährte - vier Zehenkissen, die beiden mittleren liegen dabei etwas weiter vor dem Fußkissen - recht schmaler Abdruck, Kreuz sehr wohl möglich - scharfe Krallenspuren - Länge 5 cm, Breite 4,5 cm |
| Dachs (Raubsäuger)                   |             | in Schlamm in Schnee                                       | - breite, nierenförmige Mittelfußpolster - fünf Zehenpolster, in leichtem Bogen über den Mittelfußpolstern liegend - relativ breiter Fußabdruck - große, gut erkennbare Krallenspuren - Länge 5 cm, Breite 5–5,5 cm |
| Baum- und Steinmarder (Raubsäuger)   |             | Baummarderspur im SchlammBaummarderspur im Schnee          | - fünf Zehenballen, nicht immer gut sichtbar, in Kommaform um den Hauptballen angeordnet - verwischtes Aussehen der Spur beim Baummarder (durch die starke Behaarung der Pfotenunterseite) - kurze Krallen - Länge 3,5–4 cm, Breite 3 cm (AD) |
| Iltis (Raubsäuger)                   |             |                                                            | - gleicht der Spur der Marder, ist jedoch kleiner und schmaler - fünf gut sichtbare Zehenballen, im Komma angeordnet - kurze Krallen - Länge 2,5–3,5 cm (VP/HP); Breite 2–2,5 cm |
| Hermelin und Mauswiesel (Raubsäuger) |             |                                                            | - gleicht der Spur der Marder, ist jedoch bedeutend kleiner - fünf Zehenballen selten gut abgedrückt, außer auf weichem Untergrund (sehr leichtes Tier) - kurze Krallen - Hermelin: Länge 1,5–2,5 cm, Breite 1–2 cm - Mauswiesel: Länge 1–1,5 cm, Breite 1,5 cm |
| Luchs (Raubsäuger)                   |             |                                                            | - rund, Krallen nicht sichtbar (außer selten in steilem Gelände) - Zehenballen sind versetzt zueinander (die beiden vorderen Ballen stehen leicht versetzt, nur einer davon berührt eine gedachte waagerechte Linie) - VP 7-9 cm im Durchmesser; HP 7-8 cm im Durchmesser |
| Wolf (Raubsäuger)                    |             | in angetrocknetem tonigem Substrat                         | - länglich-oval - kräftige Krallenabdrücke (gerade ausgerichtet und in der Spur deutlich zu erkennen) - HP meist weniger deutlich (da HP weniger belastet) - ca. 1 cm länger als breit, Abdruck HP kleiner - Länge (gemessen ohne Krallenabdrücke) 8–12 cm (VP), 7–11 cm (HP), Breite 6,5–10,5 cm (VP), 5,5–9 cm (HP) |
| Braunbär (Raubsäuger)                |             | VP in feuchtem Boden                                       | - Sohlengänger mit Abdrücken von fünf Zehenballen mit deutlich erkennbaren Krallen - rechte und linke Pfote können problemlos unterschieden werden - VP: kurzer, breiten Abdruck (Fersenballen fehlt fast immer), HP: länger als breit, bei adulten Bären Länge bis 22 cm (häufig ganze Fußsohle abzeichnet) - Größe altersabhängig (kann bei einem sehr jungen Bären sogar im Bereich einer Dachsspur liegen.) |
| Fischotter (Raubsäuger)              |             | im Sand                                                    | - 5 Zehen, oft aber nur 4 gut sichtbare, im Halbkreis um den Hauptballen angeordnete Zehenballen - Kurze stumpfe Krallen in direkter Verbindung mit den Zehenballen - Hauptballen nicht immer sichtbar - Länge 6–7 cm, Breite 6 cm |
| Biber                                |             | HF im Schlamm                                              | - Zehen und Krallen hinterlassen keine klaren Abdrücke - spitz und mit Krallen bewehrt - VP /HP: Abdruck der Hauptballen manchmal gut sichtbar - HP: Schwimmhäute auf weichem Untergrund gut sichtbar - Länge 5–7 cm (VP), 12–17 cm (HP); Breite 4,5 cm (VP), 10 cm (HP) |
| Nutria                               |             |                                                            | - Zehen, Krallen und Ballen normalerweise gut sichtbar - Spurbild mit „langen Fingern“, häufig ist auch die Schleifspur des Schwanzes abgebildet - VP/HP: Hauptballen oft sichtbar - HP: 5° nicht durch Schwimmhäute verbunden (schwer sichtbar) - VP: Innenzehe (Daumen) kurz - Länge 4,5–6 cm (VP), 6 bis 7 cm und 11 bis 13 cm mit Fersenballen (HP); Breite 6 cm (VP), 7 cm (HP) |
| Bisamratte                           |             |                                                            | - länglich, spitze Krallen - Fersenballen selten sichtbar - VP: 5° Zehen nicht immer sichtbar - Sohlenballen in den Zehenbögen, nicht miteinander verbunden (lappige Form des Hauptballens). - Länge 2–3 cm (VP), 2,5–3,5 cm (HP); Breite 3 cm (VP), 5 cm (HP) |
| Waschbär                             |             | in Boden                                                   | - 5 längliche Zehen, Kinderhand ähnlich - Hauptballen gut sichtbar - Fersenballen selten abgezeichnet (in Sitzhaltung) - Hinterpfote oft neben Vorderpfote abgesetzt - Länge 4–6 cm (VP), 4–5 cm und 9–10 cm mit Fersenballen (HP); Breite 7 cm (VP), 6–7 cm (HP) |
| Marderhund                           |             |                                                            | - ähnelt dem des Fuchses (die Zehen sind allerdings deutlich gespreizter und der Marderhund „schränkt“ deutlich stärker als der Fuchs) |
| Eichhörnchen                         |             | im Schnee                                                  | - Vorderfüße mit 4 (sichtbaren) schlanken Zehen, eigentlich 5 Zehen, Zehe 1 ist stark reduziert und nicht sichtbar. - Hinterfüße mit fünf schlanken Zehen |
| Igel                                 |             | in Boden                                                   | - Zehen und Krallen meist deutlich zu sehen, nur die Innenzehe hinterlässt oft nur einen schwachen Abdruck - VP weist dickere und stärker gespreizte Zehen auf - meist steht die Hinterfußspur hinter der Vorderfußspur - Länge (VP und HP) etwa 3,5 cm, Breite 2,8 cm |
| Feldhase                             |             | in Schnee                                                  | - am Vorderfuß 5 Zehen, von denen im Abdruck meist jedoch nur 4 sichtbar sind - Abdrücke der spitzen Krallen meist sichtbar (bei sehr festem Boden sind häufig nur die Krallen zu erkennen, da die Fußsohlen mit einer dicken Schicht kräftiger, elastischer Haare versehen sind) - Länge etwa 5 cm (Vorderfuß), 6 cm (Hinterfußspur); Breite 3 cm (Vorderfuß), 3,5 cm (Hinterfußspur). Maße können aber stark abweichen, da im Schnee und auch wenn der Hase die Zehen spreizt, die Abdrücke viel größer werden können. |
| Wildkaninchen                        |             |                                                            | - Pfotenabdrücke ähneln denen des Feldhasen (allerdings sind die Abstände zwischen den Spurgruppen und auch die Abdrücke selbst wesentlich kleiner) - Länge (Hinterlaufspur) etwa 4 cm, Breite 2,5 cm (Vergleich mit einer Streichholzschachtel: Breite der Feldhasenspur entspricht der Breite einer normalen Streichholzschachtel, Kaninchenspur ist deutlich schmaler) |
| Wildschwein (Paarhufer)              |             | im BodenAbdruck mit Afterklauen                            | - in deutlichen Abdrücken sieht man 2 Schalen und dahinter sehr oft 2 Afterklauen - Abdruck des Geäfters (Afterklauen) ist breiter als der der Schalen (liegen außerhalb der Schalen) - Oft ergeben die zusammenlaufenden Schalen eine Kerbe vorn - Länge 3–8 cm (ohne Afterklauen), Breite 2,5–7,6 cm |
| Rehwild (Paarhufer)                  |             | in SchneeZwei gut sichtbare SchalenAbdruck mit Afterklauen | - schmale, spitze Schalenspitzen stehen parallel (am hinteren Ende sind die Schalen jedoch deutlich voneinander getrennt) - Afterklauen (=„Geäfter“, nach hinten gerichtete kleine Zehen) nur auf der Fluchtfährte abgedrückt oder beim tiefen Einsinken in Substrat - Afterklauen liegen direkt hinter den Schalen - Schalen sind meisten deutlich getrennt und es entsteht dazwischen ein Steg - kleinste Huftierspur, Länge 4–5 cm                                                                                    |
| Rotwild (Paarhufer)                  |             | in Schnee                                                  | - abgedrückter Ballen macht etwa 25–30 Prozent der Gesamtlänge aus |
| Damwild (Paarhufer)                  |             | in Matsch                                                  | - Anteil der Ballen im Siegel macht etwa 50–60 Prozent aus - Länge ca. 7–8 cm (Damhirsch), ca. 5–6 cm (weibl. Tier); Breite 4–5 cm (Damhirsch), 3–4 cm (weibl. Tier) |
| Muffelwild (Paarhufer)               |             |                                                            | - Schalen auf weichem Untergrund leicht gespreizt, bei Flucht tritt eine starke Spreizung auf - hintere Hälfte der Schalen steht geschlossen zusammen - Schalen sind länglich ausgeformt - ein Geäft wird nicht sichtbar |
| Gamswild (Paarhufer)                 |             |                                                            | - Abdrücke fast quadratisch - Schalen stehen weiter auseinander als beim Reh (verhindert im Winter das allzu tiefe Einsinken im Schnee) - Sohle ist wie beim Alpensteinbock weich wie Gummi - bei ziehenden Gämsen Afterklauen im Trittsiegel nicht sichtbar (erst bei der fliehenden Gämse erscheinen sie mit einigem Abstand zu den Klauen) |
| Stockente                            |             | im Boden                                                   | - die gerade Mittelzehe ist am längsten - die äußeren Zehen sind leicht Richtung Mittelzehe gebogen und etwas kürzer als die Mittelzehe - Schwimmhäute drücken sich nur in sehr weichem Untergrund ab |
| Höckerschwan                         |             |                                                            | - oft über 15 cm lange, zweilappige Trittsiegel |
| Graugans                             |             | im Boden                                                   | - Fuß 8 cm lang und 9,5 cm breit - Winkel 2. zu 3. Zehe sowie 3. zu 4. Zehe jeweils 45 Grad - Füße beim Laufen sowie Krallen nach innen gedreht, Verbindung der Schwimmhäute zu den Zehenspitzen gerade |
| Graureiher                           |             | im TeichbodenRechter Fuß                                   | - 4 Zehen sichtbar - an langen Hinterzehenabdrücken leicht von Störchen unterscheidbar - Drei Zehen zeigen nach vorn, eine nach hinten. Die hintere Zehe ist etwas nach innen Richtung Körperinnenseite versetzt. Das Trittsiegel ist insgesamt 15 bis 17 cm lang. |

## Versteinerte Trittsiegel

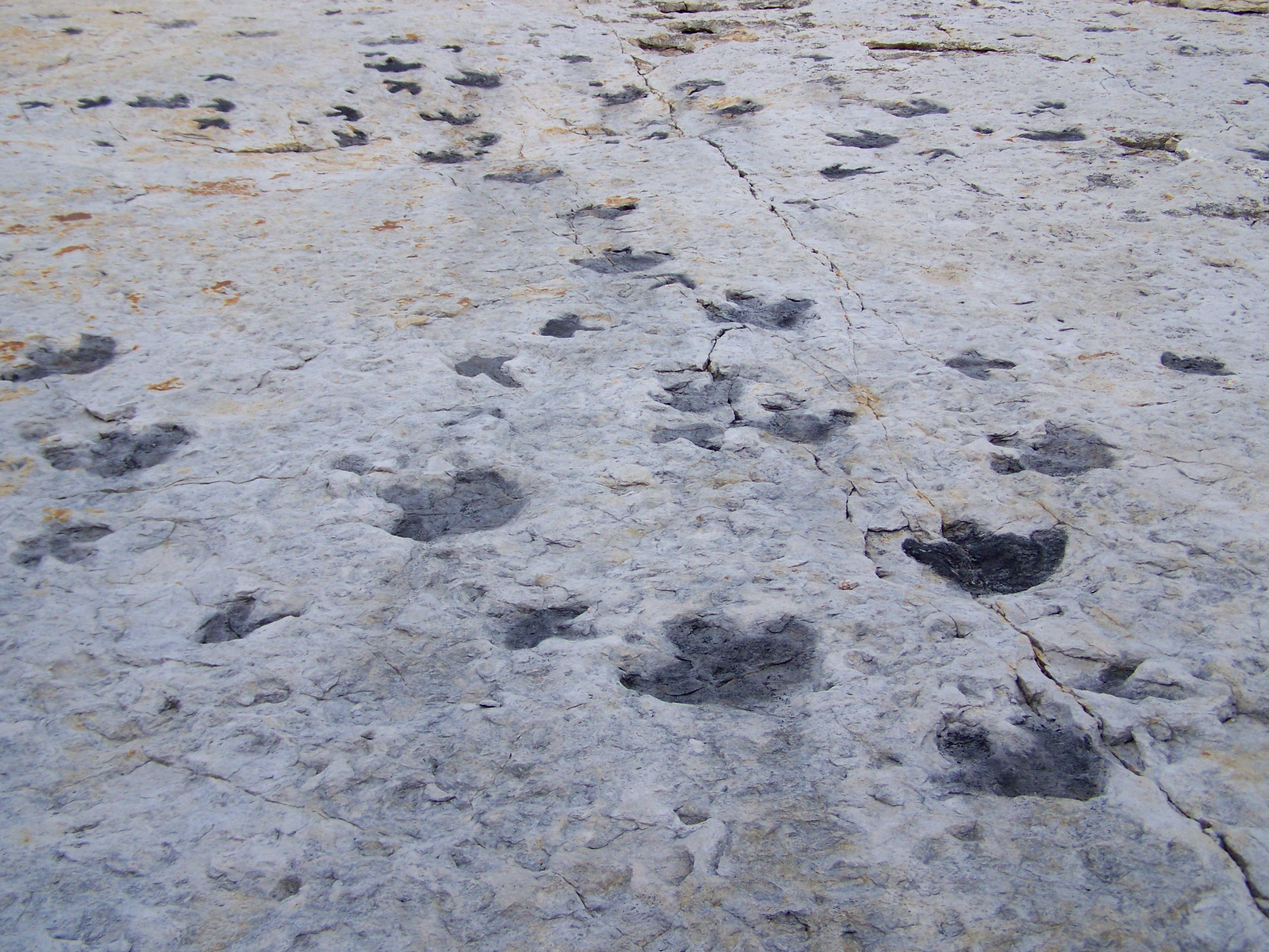
Spuren im Gestein bei Dinosaur Ridge, Morrison Fossil Area, Jefferson County, Colorado

Auf Schichtflächen von auf dem Festland abgelagerten Sedimenten oder vielmehr den daraus hervorgegangenen Sedimentgesteinen können Trittsiegel aus vergangenen erdgeschichtlichen Zeitaltern überliefert sein, die von ausgestorbenen Tieren (z. B. Dinosauriern) stammen. Solche fossilen Trittsiegel fallen unter den Oberbegriff Spurenfossilien (siehe dazu auch → Fährtensandstein).